# È arrivato l'ambasciatore
È arrivato l'ambasciatore è un brano musicale italiano composto nel 1938. La prima edizione fu registrata  da Nuccia Natali, accompagnata dal Trio Lescano e dall’orchestra di Pippo Barzizza, ed è stato inciso dalla Parlophon.

## Descrizione
Il testo racconta dell'arrivo di un ambasciatore in un luogo non identificato, inviato da un ignoto pascià alla ricerca della donna da sposare. Nella prima strofa l'autore si rivolge alle «belle bimbe» ancora in attesa dell'amore. Nel ritornello invece descrive la figura dell'ambasciatore che porta con sé la lettera d'amore che consegnerà alla prescelta.